# Kolumbia Brytyjska
Kolumbia Brytyjska (ang. British Columbia) – prowincja Kanady. Jej zachodnią granicę wyznacza wybrzeże Pacyfiku. Od północy graniczy z Jukonem, Terytoriami Północno-Zachodnimi i Alaską. Na wschodzie z prowincją Alberta, a na południu z amerykańskimi stanami Waszyngton, Idaho i Montana.
Nazwa Kolumbia Brytyjska, odnosząca się wcześniej do brytyjskiej kolonii Kolumbia Brytyjska, została wybrana przez królową Wiktorię w 1858 w związku z nazwą rzeki Kolumbia przecinającej tę kolonię. Rzeka z kolei wzięła swe imię od nazwy statku „Columbia”, amerykańskiego kapitana Roberta Graya.

## Geografia

### Ukształtowanie powierzchni
Powierzchnia Kolumbii Brytyjskiej jest górzysta. Przebiegają przez nią dwa masywne pasma górskie należące do Kordylierów – Góry Skaliste, Góry Nadbrzeżne oraz kilka mniejszych pasm. Pomiędzy nimi rozciągają się płaskowyże Fraser i Nachako. Zachodnie stoki gór zniżają się stromo do wybrzeży Pacyfiku, tak że nizinny jest zaledwie wąski pas bezpośredniego wybrzeża. Wybrzeże posiada bardzo bogatą rzeźbę z dużą liczbą fiordów i wysp. Do największych z nich należą wyspy Vancouver i Haida Gwaii.

### Wody śródlądowe
W licznych górach Kolumbii Brytyjskiej początek swój bierze wiele rzek, które tworzą dorzecza rzek Fraser, Skeena, Nass, Stikine, Taku i wielu innych. Wszystkie one uchodzą do Pacyfiku. Wiele z tych rzek tworzy szerokie rozlewiska. Wiele słodkiej wody uwięzionej jest w lodowcach na szczytach gór.

### Klimat
Kolumbia Brytyjska, oddzielona od obszarów arktycznych wysokimi górami, ma łagodny klimat kształtowany poprzez wpływy Pacyfiku. Na nadbrzeżnych nizinach, które zamieszkuje większość populacji prowincji, średnie temperatury lata wynoszą +24 °C, podczas gdy zimy +5 °C. Na większości wybrzeża panuje deszczowa pogoda, średnie roczne opady wynoszą ponad 1100 mm. Klimat w wyższych partiach gór jest bardziej surowy, lecz ciągle dużo łagodniejszy niż po wschodniej stronie Gór Skalistych w Albercie.

### Zasoby naturalne
W Kolumbii Brytyjskiej występują bogate złoża złota, srebra, miedzi, ołowiu, cynku, molibdenu, węgla, ropy naftowej i gazu ziemnego.
Duży zasięg lasów daje olbrzymie ilości surowca dla przemysłu drzewnego.

### Miejscowości

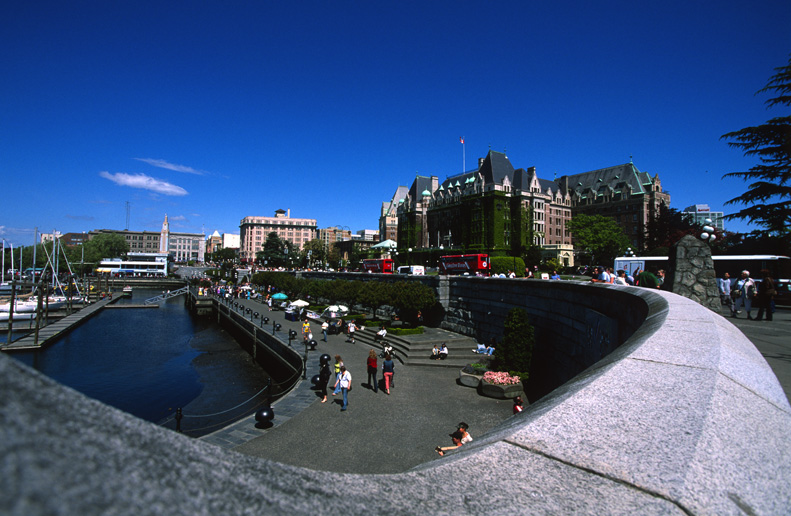
Stolica – Victoria

Największe skupiska ludności (ang. population centres, fr. centres de population) w 2021 roku (w nawiasach liczba ludności):

- Vancouver (2 426 160)
- Victoria (363 222)
- Kelowna (181 380)
- Abbotsford (132 300)
- White Rock (109 167)
- Nanaimo (106 079)
- Kamloops (92 442)
- Chilliwack (81 622)
- Prince George (67 339)
- Vernon (51 896)
- Courtenay (48 917)
- Campbell River (38 108)
- Penticton (36 893)
- Mission(inne języki) (36 193)
- Parksville (27 330)
- Duncan (24 358)
- Tsawwassen(inne języki) (23 940)
- Ladner(inne języki) (23 016)
- Squamish (22 221)
- Port Alberni (21 711)
- Fort St. John (21 123)
- Cranbrook (20 008)
- Salmon Arm (16 065)
- Terrace (14 633)
- Powell River (13 116)
- Aldergrove(inne języki) (13 105)
- Trail-Fruitvale(inne języki) (12 863)
- Duck Lake(inne języki) (12 725)
- Quesnel (12 110)
- Williams Lake (11 906)
- Prince Rupert (11 814)
- Dawson Creek (11 706)
- Sooke(inne języki) (11 583)
- Nelson (11 198)
- Ladysmith(inne języki) (11 194)
- Castlegar(inne języki) (10 029)

## Historia
Współczesna Kolumbia Brytyjska powstała przez połączenie dwóch brytyjskich kolonii: wyspy Vancouver i Kolumbii Brytyjskiej. Początkowo obie miały charakter handlowy i zarządzane były przez Kompanię Zatoki Hudsona. Gorączka złota nad rzeką Fraser w 1858 i nad Peace River w 1861 spowodowały gwałtowny wzrost ludności kolonii i konieczność rozbudowy administracji kolonialnej. Unia obu kolonii nastąpiła w 1866 wraz z otrzymaniem namiastki obieralnego rządu. Wkrótce potem rozpoczęto debatę w sprawie dołączenia do Konfederacji Kanady, które nastąpiło w lipcu 1871.

## Struktura polityczna

### Gubernator porucznik
Gubernator porucznik jest przedstawicielem głowy państwa w prowincji. Mianuje go Gubernator Generalny na wniosek premiera Kanady złożony zwyczajowo w uzgodnieniu z premierem prowincji. Gubernator posiada szerokie uprawnienia, z których korzysta co do zasady za radą premiera prowincji. W sytuacji kryzysu konstytucyjnego Gubernator ma prawo samodzielnie podjąć wszelkie decyzje niezbędne dla przywrócenia stabilności rządu.

### Parlament
W skład wchodzi Gubernator porucznik oraz Zgromadzenie Prowincjonalne Kolumbii Brytyjskiej (Legislative Assembly of British Columbia), które składa się współcześnie w 87 deputowanych Members of Legislative Assembly w skrócie MLA. Wybierani są oni w 87 jednomandatowych okręgach wyborczych. Partia zdobywająca większość mandatów tworzy rząd prowincjonalny, a jej przewodniczący zostaje premierem Kolumbii Brytyjskiej. Druga partia w Zgromadzeniu otrzymuje status Oficjalnej Opozycji.
W obecnym Zgromadzeniu zasiadają przedstawiciele następujących partii:
- New Democratic Party – 57
- Liberal Party of British Columbia – 27
- Zielona Partia Brytyjskiej Kolumbii – 2

Zobacz więcej w artykule głównym: Zgromadzenie Legislacyjne Kolumbii Brytyjskiej.

### Rząd
Rząd Kolumbii Brytyjskiej administruje prowincję zgodnie z zakresem kompetencji rządów prowincjonalnych.
- Ministry of Advanced Education – Ministerstwo szkolnictwa wyższego
- Ministry of Agriculture, Food and Fisheries – Ministerstwo rolnictwa, rybołówstwa i gospodarki żywnościowej
- Attorney General and Minister Responsible for Treaty Negotiations – Prokurator generalny i minister odpowiedzialny za negocjacje porozumień z Indianami.
- Ministry of Children and Family Development – Ministerstwa do spraw dzieci i rodziny
- Ministry of Community, Aboriginal and Women’s Services – Ministerstwo do spraw kobiet, Indian i spraw samorządowych
- Ministry of Competition, Science and Enterprise – Ministerstwo nauki i gospodarki
- Ministry of Education – Ministerstwo edukacji
- Ministry of Energy and Mines – Ministerstwo energetyki i górnictwa
- Ministry of Finance – Ministerstwo finansów
- Ministry of Forests – Ministerstwo leśnictwa
- Ministry of Health Planning – Ministerstwo zdrowia
- Ministry of Health Services – Ministerstwo zdrowia
- Ministry of Human Resources – Ministerstwo zasobów ludzkich
- Ministry of Management Services – Ministerstwo usług rządowych
- Ministry of Provincial Revenue – Ministerstwo skarbu prowincjonalnego
- Ministry of Public Safety and Solicitor General – Ministerstwo bezpieczeństwa wewnętrznego
- Ministry of Skills Development and Labour – Ministerstwo pracy
- Ministry of Sustainable Resource Management – Ministerstwo zasobów naturalnych
- Ministry of Transportation – Ministerstwo transportu
- Ministry of Water, Land and Air Protection – Ministerstwo ochrony środowiska.

### Premier
Premier Kolumbii Brytyjskiej jest szefem rządu prowincjonalnego w tej prowincji. Posiada on bardzo szerokie uprawnienia pozwalające prowadzić skuteczne rządy, jeśli tylko ma zapewnione poparcie w parlamencie. Premierem zostaje lider partii zdobywającej większość w parlamencie. Jeśli z jakichś powodów w czasie trwania sesji parlamentu przewodniczący rządzącej partii zostaje zmieniony, następuje automatyczna zmiana na stanowisku premiera prowincji.

## Podział administracyjny

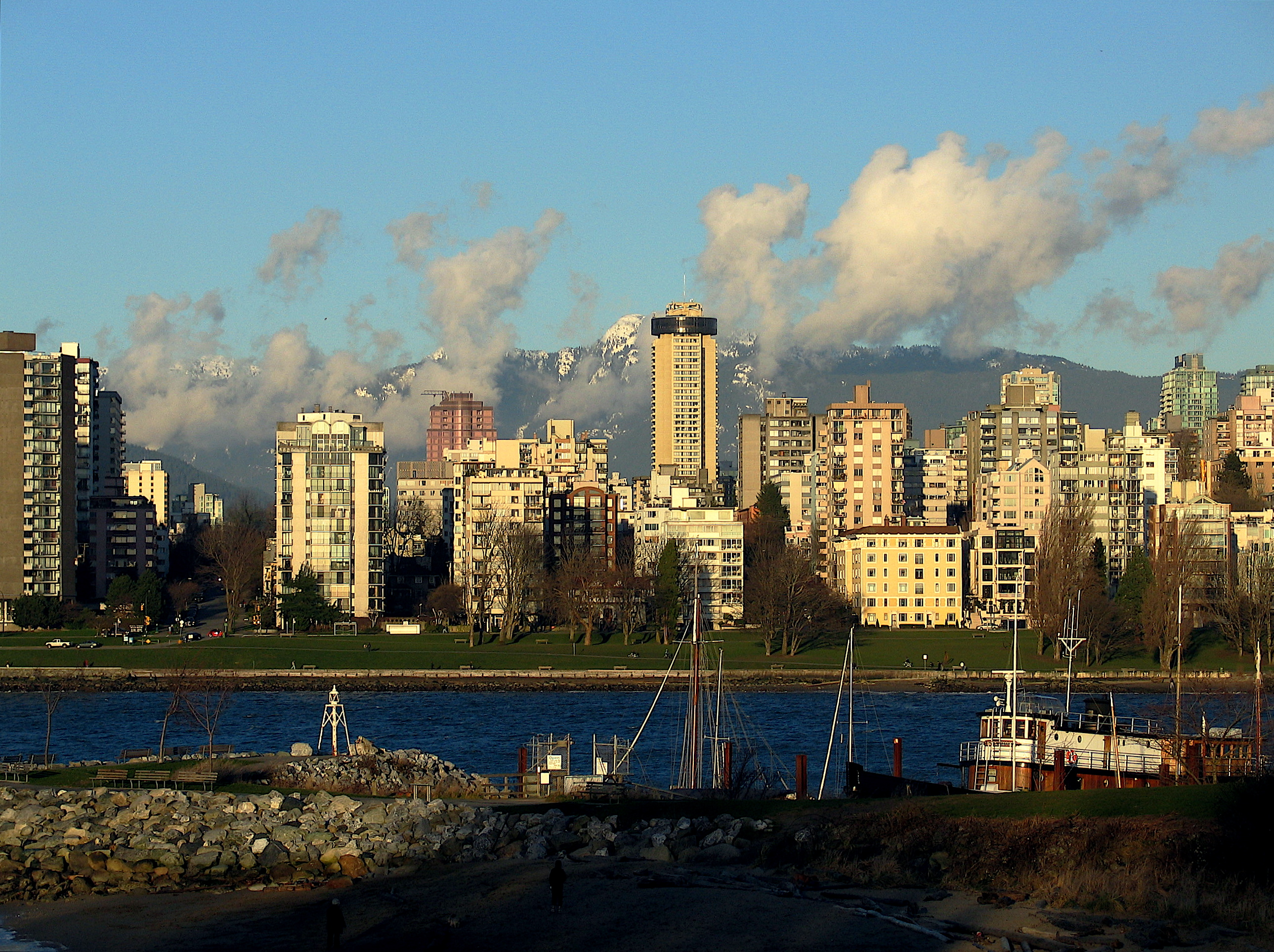
Największe miasto Vancouver

Kolumbia Brytyjska podzielona jest na 156 miast (City lub Towns) i wsi (Village) oraz 200 okręgów i okręgów wyspiarskich (District Municipality lub Island Municipality).
Stolicą prowincji jest Victoria. Największym ośrodkiem miejskim, w którym mieszka około połowa ludności prowincji, jest Vancouver.

## Religia
Struktura religijna (2011):
- chrześcijanie – 44,6%:
  - katolicy – 15,0%,

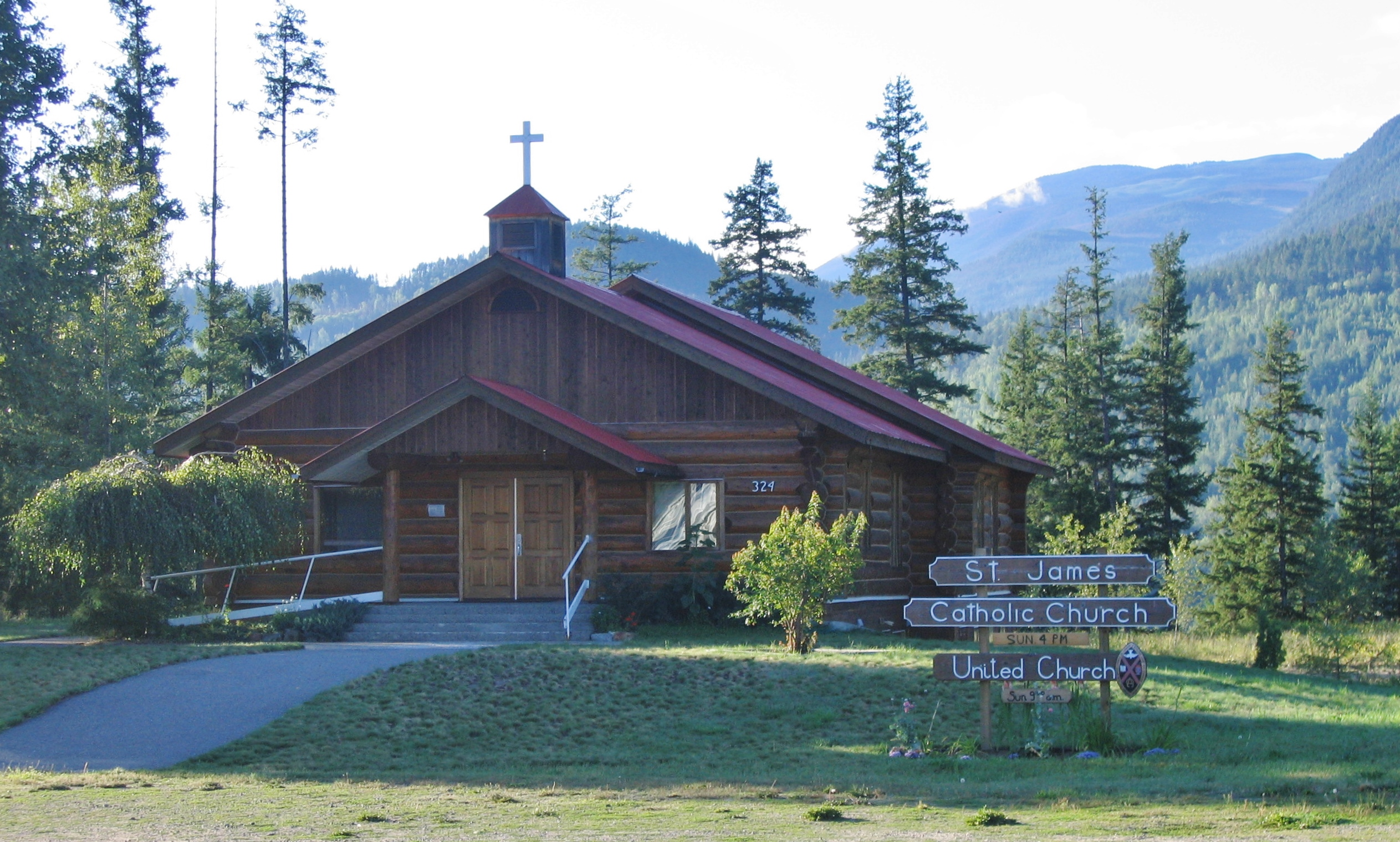
Kościół katolicki w Clearwater

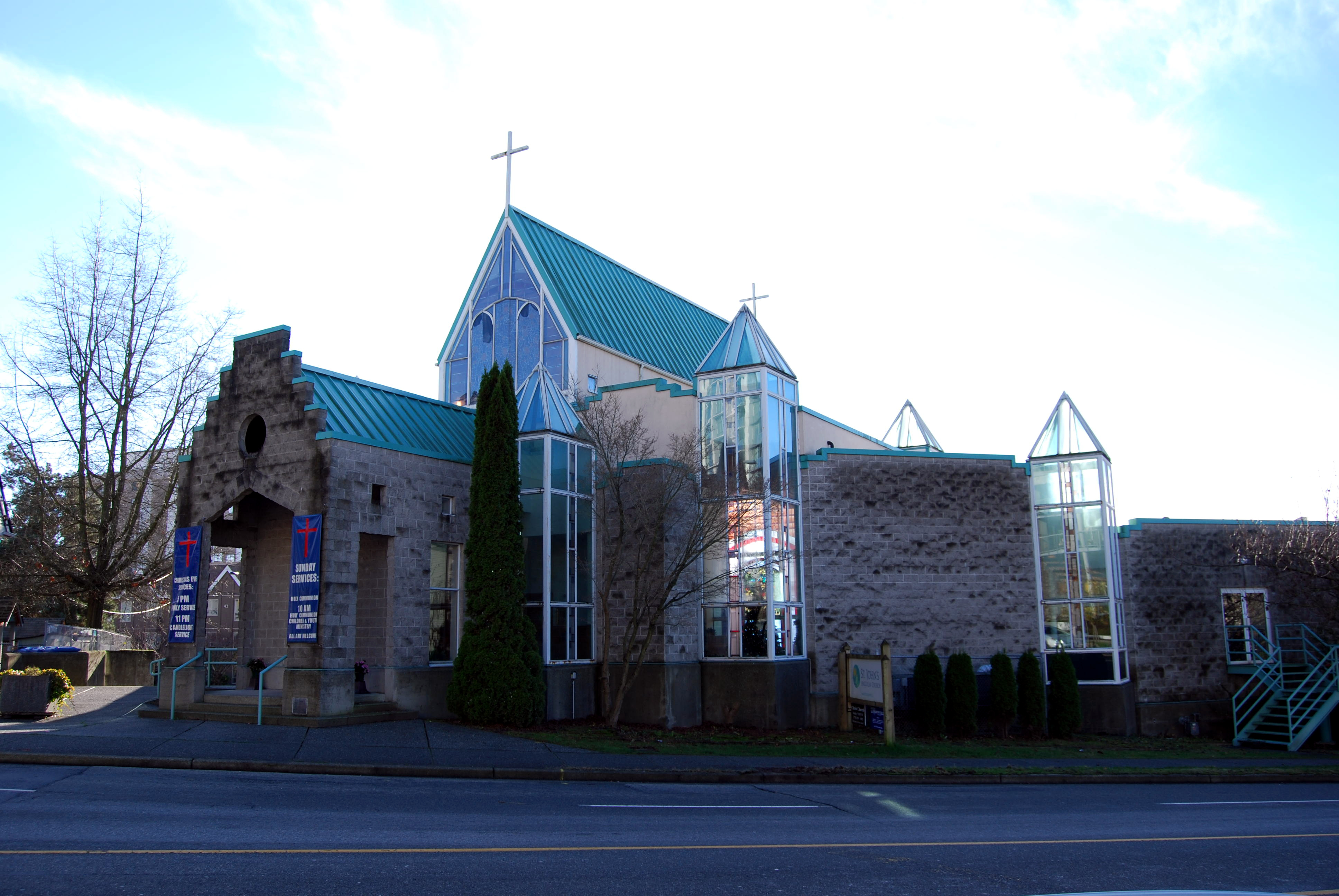
Kościół anglikański św. Jana w Vancouver

  - Zjednoczony Kościół Kanady – 5,1%,
  - anglikanie – 5,0%,
  - baptyści – 2,1%,
  - luteranie – 1,65%,
  - kalwini – 1,4%,
  - zielonoświątkowcy – 1,35%,
  - prawosławni – 0,92%,
  - mennonici – 0,67%,
  - świadkowie Jehowy – 0,64%,
  - mormoni – 0,37%,
- brak religii – 44,1%,
- sikhowie – 4,6%,
- buddyści – 2,1%,
- muzułmanie – 1,8%,
- hinduiści – 1,05%,
- żydzi – 0,53%,
- tradycyjne religie plemienne – 0,24%,
- pozostałe religie – 1,0%.

## Gospodarka
Gospodarka Kolumbii Brytyjskiej oparta jest na przemyśle wydobywczym. Bogate zasoby metali, węgla i ropy naftowej są podstawą gospodarki prowincji. Ważnym sektorem jest także przemysł drzewny. Duży i stale zwiększający się udział w dochodzie prowincji posiada turystyka. Ukształtowanie powierzchni daje wyjątkowe możliwości uprawiania sportu i turystyki na poziomie amatorskim i wyczynowym. W czasie wczasów w Kolumbii Brytyjskiej można jednocześnie uprawiać narciarstwo, kolarstwo górskie (downhill), wspinaczkę, spływy kajakowe, surfing oraz pełnomorskie żeglarstwo. Mniejsze znaczenie w gospodarce prowincji ma rolnictwo.